# 동성초등학교 (경북)
동성초등학교는 대한민국 경상북도 문경시에 있는 공립 초등학교이다.

## 학교 연혁
- 1947.04.21 마성동부공립국민학교 개교
- 1952.03.25 제1회 졸업(졸업생 33명)
- 1981.03.06 병설유치원 개원
- 1985.03.01 특수학급 1학급 신설
- 1994.03.07 학교급식 시행
- 1999.09.01 마성, 봉명분교장 본교 편입
- 2002.03.01 봉명분교장 통폐합
- 2009.12.17 경상북도교육청 자율학교 지정(2010.3.1-2013.2.28)
- 2010.02.28 마성분교장 통폐합
- 2010.07.19 2010 농산어촌 전원학교 지정
- 2012.03.01 경상북도교육청지정 창의·인성모델학교(2012.3.1-2014.2.28)
- 2014.09.01 제27대 정현 교장선생님 부임
- 2015.02.13 제64회 졸업(졸업생 누계 6,163명)
- 2015.03.01 초등 6학급(58명), 병설유치원 1학급(12명) 편성

## 참고 자료
- 동성초등학교 - 한국교육학술정보원 학교알리미